# Blanc en bourre
Le blanc en bourre était une qualité d'enduit, formée d'une pâte de chaux grasse ou d'argile coulée dans laquelle on incorporait une certaine quantité de bourre blanche.
La bourre était constituée de poil provenant des peaux tannées.
Pour les intérieurs le badigeon était souvent remplacé par une couche légère de blanc en bourre. Dans quelques localités on y ajoutait aussi un peu d'argile plastique ou de craie bien blanche. La couche de blanc en bourre s'appliquait avec la taloche et se lissait avec la truelle. Elle n'avait guère plus d’un millimètre d’épaisseur. On ne devait y voir aucune fissure. La proportion de bourre blanche était d’environ un kilogramme par mètre cube de chaux en pâte.
Pour incorporer la bourre soit à la chaux du blanc en bourre soit au mortier d’enduit on la battait d’abord avec des baguettes afin d’en bien diviser les flocons. On réduisait ensuite la chaux en bouillie assez claire. On projetait la bourre à sa surface et on agitait le tout avec un bâton dans tous les sens jusqu’à ce que l’incorporation soit parfaite. Il était très important que la chaux employée aux opérations de crépissage et d’enduit soit parfaitement éteinte. Le moindre grumeau mal éteint occasionnerait une soufflure. La chaux grasse éteinte avec surabondance d’eau et coulée dans des fosses cinq à six mois à l’avance était celle que les plafonneurs préféraient pour ce motif. On ajoutait quelquefois au mortier d’enduit ou, au blanc en bourre une certaine quantité de plâtre qu'on ne devait y incorporer qu’au moment même de l’emploi. Plus il y en avait plus la prise du mortier était rapide. Enfin les enduits faits comme nous l’avons décrit en dernier lieu sur les murs extérieurs étaient presque toujours recouverts de trois ou quatre couches de couleur à l'huile. Au moyen de cette peinture à l’huile convenablement entretenue ces enduits pouvaient résister pendant assez longtemps même dans les mauvaises expositions.